# Winkler Prins Encyclopedie

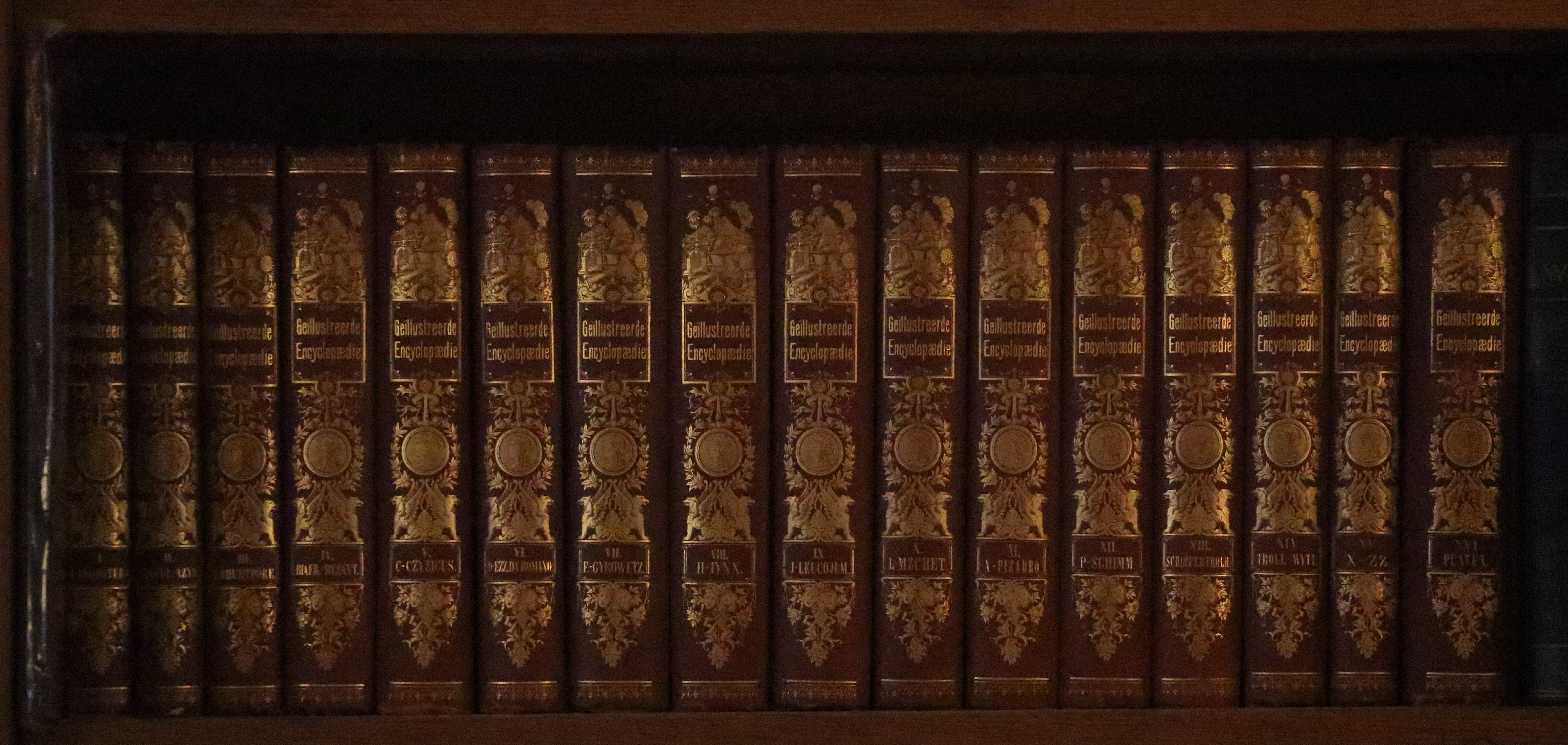
Winkler Prins eerste druk, 1870

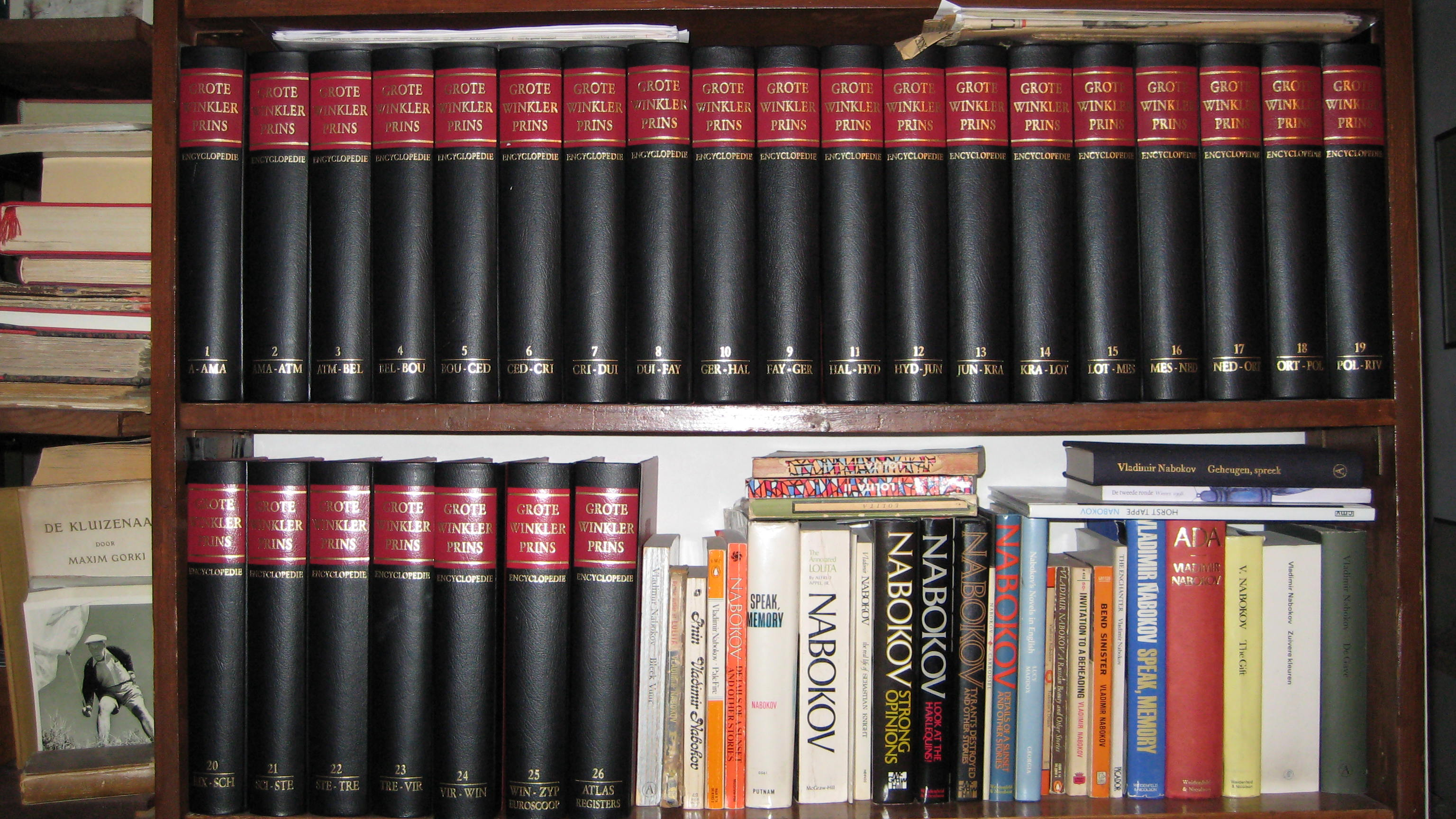
De Grote Winkler Prins, 9e en laatste druk, 1990-1993

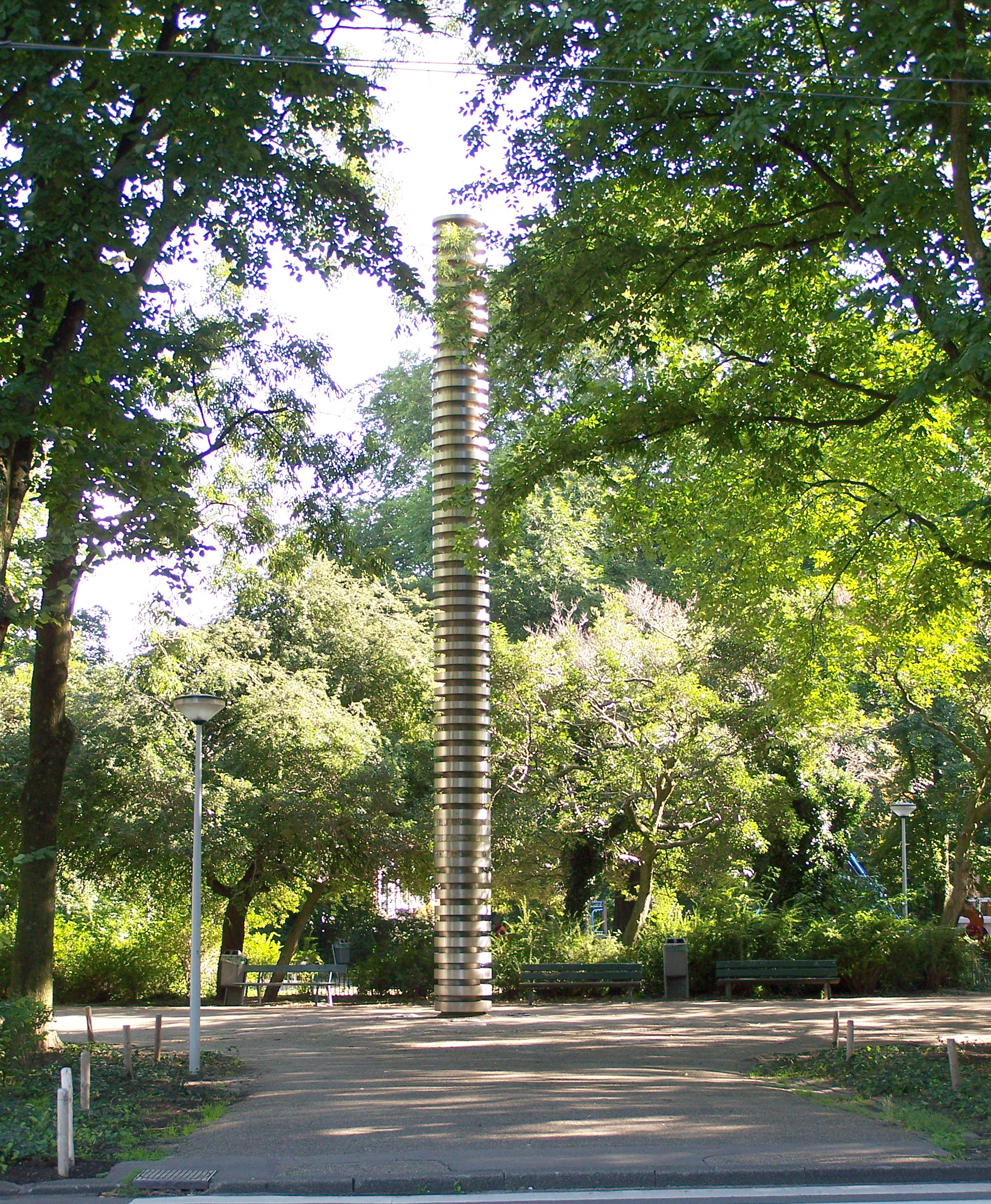
Monument voor de Winkler Prins door André Volten op het Frederiksplein te Amsterdam

De Winkler Prins is een Nederlandse encyclopedie. De eerste uitgave verscheen in 1870 en was volledig geschreven door schrijver en predikant Anthony Winkler Prins. Het heeft negen gedrukte edities doorlopen; de eerste, uitgegeven in 16 delen van 1870 tot 1882, en de laatste, van 1990 tot 1993 (de finale in boekvorm), telde 26 delen. Winkler Prins is de oudste en meest vooraanstaande gedrukte encyclopedie in de Nederlandse taal.
In 1997 ging Winkler Prins samenwerken met Microsoft, die dat jaar de Encarta Winkler Prins Encyclopedie uitbracht op cd, daarna op dvd en in 2004 online.
Winkler Prins online kent sinds 2020 twee edities: Junior Winkler Prins online (voor basisonderwijs vanaf 6 jaar; ca. 2.700 artikelen vanaf 2022), en Studie Winkler Prins online (voor basis- en voortgezet onderwijs vanaf 10 jaar).

## Geschiedenis

### Papieren edities
De eerste vijftien delen van de eerste druk schreef Anthony Winkler Prins volledig zelf. Hij maakte daarbij veel gebruik van de Duitse Brockhaus-encyclopedie.  Vanaf de tweede druk, de laatste onder redactie van Winkler Prins, werd Elsevier de uitgever van de encyclopedie. Ook de 3e tot en met de 5e druk zijn gebaseerd op, en bevatten illustratiemateriaal van de Brockhaus. De negende druk, in 26 delen, verscheen tussen 1990 en 1993 en bevat circa 75.000 artikelen. De encyclopedie gold lange tijd als de leidende encyclopedie in het Nederlands taalgebied, mede doordat zij de omvangrijkste was (Grote Oosthoek 20 delen, Grote Spectrum Encyclopedie 20 delen).
Van de laatste vier drukken hadden vooral de 6e en de 9e een goed gedegen naam, de 7e en 8e waren minder wetenschappelijk en meer gepopulariseerd. De opzet was die van een 'Konversationslexicon' met overwegend korte artikelen, in tegenstelling tot het Angelsaksische model met een zogenaamde 'macropedia' (zoals het deel met lange artikelen bij de Encyclopædia Britannica heet).

### Digitale versie
Sinds 1997 zijn in samenwerking met Microsoft verschillende edities van de Encarta Winkler Prins Encyclopedie uitgebracht, een elektronische versie van de encyclopedie op cd-rom en dvd. Deze telt ruim 59.000 artikelen en vele illustraties.
In 2006 begon Het Spectrum (onderdeel van PCM), dat de Winkler Prins inmiddels had overgenomen van Elsevier, plannen te maken voor een tiende druk. In 2007 gaf het bestuur van PCM goedkeuring aan het plan om naast een nieuwe digitale versie ook weer een papieren versie uit te brengen. Eind 2008 verklaarde Winkler Prins evenwel dat er geen papieren versie meer zou komen. Microsoft Encarta stopte in 2009 met de online versie.
In 2010 zijn er drie elektronische versies van de encyclopedie uitgekomen: de Junior Winkler Prins, de Studie Winkler Prins online en de Grote Winkler Prins online.
Sinds 2020 is de Grote Winkler Prins niet online meer beschikbaar, en worden de twee overige online versies blijvend up-to-date gehouden.

## Medewerkers
Medewerkers werden gerekruteerd uit universitaire milieus. Meestal ging het om hoogleraren. De vergoeding voor dit werk was gering, maar het werd over het algemeen gezien als een eer om te doen. De redactie bestond na de oorlog uit een tekst- en een beeldredactie, onder leiding van een hoofdredacteur. De redacteuren schreven niet zelf, maar bewerkten de teksten van deskundigen en controleerden zo mogelijk de feiten. Hoewel er fouten in de WP zijn aan te wijzen, gold het werk over het algemeen toch als neutraal en betrouwbaar.

## Overzicht van alle edities Grote Winkler Prins
De titel van de negen grote edities wijzigde vrijwel elke keer. Pas de 7e druk werd 'Grote' genoemd. Eind jaren vijftig verscheen een uitgeklede versie in tien delen met in de titel Algemene, een enigszins verwarring scheppende term, aangezien ook de 5e druk met Algemeene betiteld werd. Deze eenvoudigere editie wordt niet als grote encyclopedie beschouwd en niet meegeteld in het aantal drukken.
1. Geïllustreerde Encyclopædie. Woordenboek voor wetenschap en kunst, beschaving en nijverheid onder hoofdredactie van A. Winkler Prins (= 1e druk). 15 dln. A-Z en 1 dl. (16) met afbeeldingen. Amsterdam: Brinkman, 1870-1882.
2. Geïllustreerde Encyclopaedie. Woordenboek voor wetenschap en kunst, beschaving en nijverheid onder hoofdredactie van A. Winkler Prins. 2e, naar de nieuwste bronnen herziene en aanmerkelijk vermeerderde uitgave. 15 dln. 1884-88. Dl. 16: supplement, 1888. Rotterdam: Elsevier.
3. Winkler Prins' Geïllustreerde Encyclopaedie onder hoofdredactie van Henri Zondervan. 3e, geheel om- en bĳgewerkte druk. 16 dln. 1905-1912. Amsterdam: Elsevier.[6]
4. Winkler Prins' Geïllustreerde Encyclopaedie onder hoofdredactie van Henri Zondervan. 4e herziene en bĳgewerkte druk. 16 dln. 1914-22. Amsterdam: Elsevier.[7]
5. Winkler Prins' Algemeene Encyclopaedie. 5e geheel nieuwe druk onder redactie van J. de Vries. 16 dln. 1932-38. Amsterdam: Elsevier.
6. Winkler Prins Encyclopaedie. 6e, geheel nieuwe druk. Hoofdredactie E. de Bruyne, G.B.J. Hiltermann en H.R. Hoetink. 18 dln. 1947-54. Supplementen 1955, 1960 en 1969. Amsterdam [etc.]: Elsevier.

- beknopte editie: Algemene Winkler Prins Encyclopedie. Hoofdredactie: H.R. Hoetink, E. de Bruyne, J.F. Koksma, R.F. Lissens, J. Presser. 10 dln. 1956-1960. Supplement 1960. Amsterdam [etc.]: Elsevier

1. Grote Winkler Prins. Encyclopedie in twintig delen. 7e geheel nieuwe druk. Hoofdredactie J.F. Staal en A.J. Wiggers. 20 dln. 1966-75. Supplement 1976. Amsterdam [etc.]: Elsevier.
2. Grote Winkler Prins. Encyclopedie in 25 delen. 8e geheel nieuwe druk. Hoofdredactie R.C. van Caenegem en S. Groenman. 25 dln. 1979-84. Supplement 1984 en 1994. Amsterdam [etc.]: Elsevier.
3. Grote Winkler Prins. Encyclopedie in 26 delen. 9e geheel nieuwe druk. Hoofd- en eindredactie L.C.M. Röst. 26 dln. 1990-93. Supplement 1994 en 2002. Amsterdam [etc.]: Elsevier.

## Supplementen
Supplementen zijn verschenen in 1888, 1955, 1960, 1969, 1976, 1984, 1994 en 2002. De supplementen 1984, 1994 en 2002 verschenen in edities passend bij de 7e en 8e druk (groter formaat), die uit 1994 ook in een editie passend bij de 9e druk.

## Jaarboeken
Sinds 1951 werden er jaarboeken uitgegeven, met daarin een overzicht van de gebeurtenissen van het voorgaande jaar; het Jaarboek 2013 over het jaar 2012 was het laatste deel. De uitgeverij heeft besloten met deze jaarboeken te stoppen. Sinds 1991 verschenen de jaarboeken in drie inhoudelijk gelijke edities passend bij respectievelijk de 7e, 8e (ander formaat) en de 9e druk; de jaarboeken van 1980-1990 verschenen in edities passend bij de 7e en 8e druk. Deze serie werd voorafgegaan door Tien jaren, kroniek van de belangrijkste staatkundige en wetenschappelijke feiten in de jaren 1938-1948, Amsterdam & Brussel: Elsevier, 1948.

## Kleine WP, Nieuwe WP en specialistische uitgaven
In 1949 kwam Elsevier met de Kleine W.P. Encyclopaedie. Onder redactie van G.B.J. Hiltermann en P. van de Woestijne. Deze bestond uit twee delen, van ongeveer hetzelfde formaat als de uitgebreide versie, die vanaf 1966 de Grote Winkler Prins werd genoemd. Elsevier noemde de kleine W.P. in een voorwoord, naast een encyclopedie, tevens een woordentolk, geschiedenisboek en beknopte atlas.
In 1977 kwam Elsevier, onder de naam Argus Elsevier met de Kleine Winkler Prins in kleur, in 20 delen. De eindredactie was in handen van drs. Ben Hummel, Nettie Klaver, Ru Lankester, Piet Marijnen en dr. Adelaïde van Reeth. De delen waren nagenoeg van eenzelfde formaat (12 x 18,5 cm} als de tweedelige Kleine WP Encyclopaedie uit 1949. Het ten geleide geeft korte (1,5 pag.) informatie over de status van deze uitgave. De Kleine Winkler Prins in kleur wordt hier "een databank voor persoonlijk gebruik genoemd".
Na uitgave van de Nieuwe WP is de Grote WP nog tweemaal uitgebracht.
Naast de algemene encyclopedieën zijn er vele specialistische uitgebracht, waaronder een meerdelige WPE van Vlaanderen, een meerdelige medische en vele eendelige over onderwerpen als bodemschatten, zoogdieren, insecten, et cetera.

### Kleine algemene encyclopedieën
Kleine Winkler Prins
- G.B.J. Hiltermann & P. van de Woestijne (hoofdredactie), De Kleine W.P. Encyclopaedie. Encyclopedie in twee delen. Gelijkluidende uitgaven van 1949, 1950 en 1952. Amsterdam & Brussel: Elsevier.

Nieuwe Winkler Prins
- H.R. Hoetink & R.F. Lissens, De nieuwe W.P.. Encyclopedie in vijf delen. Amsterdam & Brussel: Elsevier 1961.
- Ben Hummel, Nettie Klaver, Ru Lankester, Piet Marijnen & Adelaïde van Reeth (hoofdredactie), De Nieuwe W.P. Encyclopaedie. Encyclopedie in vier delen. Amsterdam & Brussel: Elsevier 1977.

### Specialistische encyclopedieën
Aardrijkskunde
- Winkler Prins Encyclopedie van de aardrijkskunde, Amsterdam & Brussel: Elsevier 1977, 4 delen: A - Fran, Fran - Mig, Mil - Ton, Tot - Zijde. Uitgegeven in hetzelfde formaat als de 8e druk van de Grote Winkler Prins.

Agrarisch
- G. Minderhoud, A.E.H.R. Boonstra, J.H. Bekking, J.G.B. Beumée, A.G. Dumon, Th. de Groot & A.M. Sprenger (red.), Veenman's agrarische Winkler Prins, encyclopedie voor landbouw, tuinbouw en bosbouw, Wageningen: H. Veenman & zonen & Amsterdam & Brussel: Elsevier 1954, 3 delen: A-Did, Die-Lyt, Maa-Zijw.

Antillen
- Harmannus Hoetink (1931-2005), Encyclopedie van de Nederlandse Antillen, Amsterdam 1969, 1 deel.

Bedrijfsleven
- F.L. van Muiswinkel, G.W. Groeneveld & Ph.A.N. Houwing (red.), W.P. voor het bedrijfsleven, encyclopedie, Amsterdam & Brussel: Elsevier 1957, 2 delen: A-J, K-Z.

Biologie
- Winkler Prins Encyclopedie van het plantenrijk, Amsterdam & Brussel: Elsevier 1981, 4 delen: A - Col, Col - Kno, Kno - Qui, Raa - Zyg. Uitgegeven in hetzelfde formaat als de 8e druk van de Grote Winkler Prins.

Bouwkunde
- A. Korevaar, A. Bijls, M. Gout & L. Stijnen (red.), Bouwkundige encyclopedie, Amsterdam & Brussel: Elsevier 1954-1955, 2 delen: A-K, L-Z. Uitgegeven onder auspiciën van de Winkler Prins Stichting, maar om onbekende redenen ontbreekt in de titel 'Winkler Prins' of 'W.P.'.

Christendom
- J.C. Groot & C.W. Mönnich (red.), Encyclopedie van het christendom, Amsterdam & Brussel: Elsevier 1955-1956, 2 delen: 1. Protestants deel; 2. Katholiek deel.

Culinair
- C.A.H. Haitsma Muller-Van Beusekom (red.), Winkler Prins Culinaire encyclopedie, Amsterdam & Brussel: Elsevier 1957, 1 deel.
- Winkler Prins Culinaire encyclopedie, Amsterdam & Brussel: Elsevier 1984, 1 deel.

Historisch
- Ph. de Vries & Th. Luykx (red.), Historische Winkler Prins Encyclopedie Amsterdam & Brussel: Elsevier 1957, 3 delen: A - CZE, D - MAG, MAH - Z.

Elektrotechniek
- A. Korevaar & G. Boes (red.), Elektrotechnische W.P. Encyclopedie, Amsterdam & Brussel: Elsevier 1958, 2 delen: A-K, L-Z.

Fotografie en cinematografie
- P. Heyse & A.S.H. Craeybeckx, Encyclopedie voor fotografie en cinematografie, Amsterdam & Brussel: Elsevier 1958, 1 deel.

Kunst algemeen
- W.R. Juynboll & V. Denis, Winkler Prins van de kunst. Encyclopedie van de architectuur, beeldende kunst, kunstnijverheid, Amsterdam & Brussel: Elsevier 1958-1959, 3 delen: A-E, F-ON, OO-Z.

Materialenkennis
- K. Berg, G. Boes & J. van der Linde, Encyclopedie van de Materialenkennis, Amsterdam & Brussel: Agon Elsevier 1962, 3 delen: A-G, H-O, P-Z.

Medisch
- J.J. Bouckaert, J.W. Duyff, R.L. Clark jr. & R.W. Cumley (red.), Medische W.P. encyclopaedie, Amsterdam & Brussel: Elsevier 1954, 1955, deel 1 en deel 2.
- J.J. Bouckaert, J.W. Duyff, R.L. Clark jr. & R.W. Cumley (red.), Nieuwe medische Winkler Prins, encyclopedie in twee delen, Amsterdam & Brussel: Elsevier 1971, deel 1 en deel 2, 2e druk.
- Winkler Prins medische encyclopedie, Amsterdam & Brussel: Elsevier, 7 delen: A-CE, CH-GEN, GER-LY, M-RUG, SA-VR, W-Z, Gezond leven.
- Winkler Prins medische encyclopedie, Amsterdam & Brussel: Elsevier 2001, 1 deel.

Muziek
- L.M.G. Arntzenius e.a., Winkler Prins, encyclopedie van de muziek, Amsterdam & Brussel: Elsevier 1956, deel 1 en deel 2: A-H, I-Z.

Techniek
- A. Korevaar & A. Bijls, Technische W.P. Encyclopaedie, 1952-1953, 1e druk, A-H, I-Z.
- A. Korevaar & G. Boes, Technische W.P. Encyclopaedie, 1957, 2e druk, A-J, K-Z.
- J.C. Vlugter e.a., Winkler Prins Technische Encyclopedie, Amsterdam & Brussel: Elsevier 1975-1978, 6 delen: A-Ball, Balm-Drac, Drag-Gron, Gron-Magm, Magn-Ruim, Ruis-Zijde.
- Technische W.P. Encyclopedie, 1982, 6 delen. Uitgegeven in hetzelfde formaat als de 8e druk van de Grote Winkler Prins.

Vlaanderen
- R.F. Lissens (voorzitter hoofdredactie), Winkler Prins Encyclopedie van Vlaanderen, 1972-1974, 5 delen.
- G. Peeters (red.), Grote Winkler Prins Compendia Vlaanderen, Elsevier Sequoia: Brussel 1975, 1 deel. Extra deel met een zestigtal opstellen, eerder verschenen in Winkler Prins Encyclopedie van Vlaanderen, bedoeld als toevoeging bij de zevende druk.

Vrouwen
- C.A.H. Haitsma Mulier-van Beusekom & R. Delrue (hoofdred.), W.P. voor de vrouw, encyclopaedie, Amsterdam & Brussel: Elsevier 1954, 2 delen: A-G, H-Z.
- Moderne W.P. voor de vrouw, encyclopedie, Amsterdam & Brussel: Elsevier 1968, 1 deel.